# NGC 4964
NGC 4964 é uma galáxia lenticular (S0) localizada na direcção da constelação de Ursa Major. Possui uma declinação de +56° 19' 23" e uma ascensão recta de 13 horas, 05 minutos e 24,8 segundos.
A galáxia NGC 4964 foi descoberta em 14 de Abril de 1789 por William Herschel.